# 18 lunes
18 lunes est un roman du genre Southern Gothic écrit par les auteures américaines Kami Garcia et Margaret Stohl et qui est la suite de 17 lunes.

## Résumé
{{"Je pensais que rien ne me surprendrait plus. Jamais. Que Lena et moi avions connu le pire, survécu à l'impossible. Mais ces derniers temps, notre bonne vieille bourgade de Gatlin est en proie à une série de fléaux dignes de l'Apocalypse. 
Il y a aussi ces cauchemars et ces visions étranges qui ne cessaient de me hanter. Et toutes ces choses que j'oublie, ces moments où je ne me reconnais plus moi-même. 
La malédiction de la lune, les Enchanteurs des Ténèbres, la Garde Suprême : quelle est ma place, à moi, dans tout cela ?"}}